# Goede Disendach
Met Goede Disendach (ofwel: Goede Dinsdag) wordt in de Vlaamse geschiedenis 13 januari 1349 bedoeld. In Gent haalden de volders de bovenhand op de wevers en gaven ze de stad over aan graaf Lodewijk van Male.

## Verloop
De machtsstrijd tussen de twee machtigste gilden van de stad was al een tijdje aan de gang. Op 2 mei 1345, Kwade Maandag, hadden de wevers een 500 volders samen met hun deken gedood op de Vrijdagmarkt. Op 24 juli doodde de wever Thomas Denijs, de toenmalig leider van de opstand, de lakenkoopman Jacob van Artevelde. 
Minder dan vier jaar later werd in de straten van Gent opnieuw een bloedige strijd uitgevochten tussen beide groepen. De wevers, die tot dat moment feitelijk de dienst uitmaakten, dolven het onderspit tegen de volders en moesten toestaan dat Gent het gezag van Lodewijk van Male aanvaardde. Die was na de dood van zijn vader Lodewijk II van Nevers in 1346 formeel Graaf van Vlaanderen geworden, maar hij werd niet als zodanig erkend in Gent. Op Goede Disendach kwam daar verandering in en kreeg Lodewijk van Male daadwerkelijk gezag over de stad. 
De onderwerping aan de Graaf van Vlaanderen betekende een verschuiving van de Gentse positie in de roerige internationale betrekking van dat moment. In de context van de Honderdjarige Oorlog die op dat moment woedde en de strijd tussen Frankrijk en Engeland had het graafschap Vlaanderen namelijk partij gekozen voor de Fransen. 
Overigens zou deze overwinning niet het einde betekenen van de onrust in de stad. Ook na 1349 waren er schermutselingen tussen de nog steeds machtige gilden en bleven zij evenals de algemene bevolking meer inspraak eisen in het bestuur van de stad, wat herhaaldelijk leidde tot opstanden tegen de graaf. 30 jaar later volgde de volgende Gentse Opstand.